# Síndrome de Wernicke-Korsakoff
El síndrome de Wernicke-Korsakoff  es un trastorno que incluye la encefalopatía de Wernicke  y el síndrome de Korsakoff.

## Síntomas
Los síntomas del síndrome de Wernicke incluyen confusión de aparición repentina, problemas de visión, baja temperatura corporal, tensión arterial baja y mala coordinación. Los síntomas de Korsakoff incluyen pérdida de memoria, temblores y problemas de visión, y es a largo plazo. La mayoría de las personas que padecen el síndrome de Korsakoff sin tratar desarrollan el síndrome de Wernicke.

## Causa
La causa es la deficiencia de tiamina , que suele deberse a un trastorno por consumo de alcohol, pero que también puede ser consecuencia de trastornos alimentarios, desnutrición, vómitos prolongados o quimioterapia. El trastorno implica daño al cerebro.

## Diagnóstico
El diagnóstico se basa en los síntomas después de descartar otras posibles causas.

## Tratamiento
El tratamiento consiste en suplementos de tiamina seguidos de una dieta mejorada, se debe dejar de beber alcohol. Aunque muchos de los síntomas pueden mejorar, el retorno de la función de la memoria es lento y, a menudo, incompleto. Sin tratamiento, el 20 % muere y el 75 % queda permanentemente discapacitado.Alrededor del 25% requiere institucionalización a largo plazo.

## Frecuencia
En Estados Unidos, entre el 1 y el 2% de las personas están afectadas.